# 文部科学大臣賞
文部科学大臣賞は、日本国内において様々な分野で顕著な活躍或いは成果を挙げた個人又は団体に対し、文部科学大臣の名により授与する賞のこと。

## 概要
文部科学大臣賞には、文部科学省が定めるものと、スポーツ・文化・科学・芸術の観点から授与に値すると認められた事象に対し、申請に応じて適宜授与するものとがある。
また、全国高等学校総合体育大会や全国高等学校総合文化祭、全国高等学校文芸コンクールの最優秀賞には文部科学大臣賞、文部科学大臣奨励賞、文部科学大臣杯が贈られることもある。

## 主な文部科学大臣賞
- 産学官連携功労者表彰
- 文化庁芸術祭
- 芸術選奨
- 文化庁メディア芸術祭
- 二輪車安全運転全国大会（高校生等クラスの優勝者に文部科学大臣賞を授与）
- 全日本合唱コンクール（各部門において第1位の団体に文部科学大臣賞を授与）
- NHK全国学校音楽コンクール（銀賞受賞校に対して文部科学大臣賞が授与）
- NHK杯全国高校放送コンテスト
- NHK全国大学放送コンテスト（全部門から1位を選出し文部科学大臣賞を授与）
- NHK学園全国川柳大会
- 全国小・中学校作文コンクール（各部門において最優秀作品の出品者各1名に授与）
- 全国高等学校文芸コンクール（最優秀賞の中から特に優れている作品3点（散文の部、韻文の部、文芸部誌の部に各1点））
- 全国高等学校総合体育大会（一部競技に適用）
- 全国高等学校総合文化祭（最優秀賞校に文部科学大臣賞を授与）
- 全国高等学校デザイン選手権大会（優勝チームに文部科学大臣賞を授与）
- 全国書画展覧会
- 全日本高校・大学ダンスフェスティバル
- 高校生国際美術展
- MOA美術館全国児童作品展
- こども音楽コンクール
- 日本学校合奏コンクール
- 全日本中学生・高校生管打楽器ソロコンテスト
- 科学技術映像祭
- 全日本こけしコンクール
- 全日本総合バドミントン選手権大会
- 全日本紙飛行機選手権大会
- とよさと軽音楽甲子園
- TEENS ROCK IN HITACHINAKA 全国高校生アマチュアバンド選手権
- 全日本アマチュアポケットビリヤード選手権大会（A級優勝選手に文部科学大臣賞を授与）
- 全日本学生レスリング選手権大会
- 全日本大学グレコローマンスタイル選手権大会
- 日本プロゴルフ選手権大会（優勝選手に文部科学大臣杯を授与）
- 日本女子プロゴルフ選手権大会（優勝選手に文部科学大臣杯を授与）
- アイデア対決・全国高等専門学校ロボットコンテスト（全国大会のアイデア賞受賞チームに文部科学大臣杯を授与）

など